# Dangchu
Dangchu är en gewog i Bhutan.   Den ligger i distriktet Wangdue Phodrang, i den centrala delen av landet, 60 kilometer öster om huvudstaden Thimphu.
I omgivningarna runt Dangchu växer i huvudsak blandskog. Runt Dangchu är det ganska glesbefolkat, med 26 invånare per kvadratkilometer.